# Yasuo Kuwahara
Yasuo Kuwahara (japanisch 桑原 康雄, Kuwahara Yasuo; * 12. Dezember 1946 in Kōbe, Japan; † 6. Dezember 2003) war ein japanischer Mandolinist und Komponist für Zupfmusik. Er war Vorsitzender verschiedener musikalischer Institutionen und Organisationen. Zudem unterrichtete er Komposition und künstlerisches Mandolinespiel.
Nach seinem Studium bei Kinuko Hiruma war er zunächst in Japan für seine musikalischen Solodarbietungen auf der Mandoline und seine herausragende Spieltechnik bekannt. Durch sein europäisches Debüt bei einem Zupfmusikfestival in Mannheim im Jahr 1982 wurden die europäischen Zupfmusiker auf ihn aufmerksam. Nach seinem Auftritt 1983 in Providence, USA, wurde Yasuo Kuwahara auch in Nordamerika bekannt. Seither gewann er im Bereich der Zupfmusik mehr und mehr Anerkennung und Berühmtheit. Seine Kompositionen für Zupforchester werden häufig bei Konzerten aufgeführt. Er komponierte auch Werke für Kammerbesetzungen und für Solisten. 

## Kompositionen
Yasuo Kuwaharas ausdrucksstarke Kompositionen erzählen oft Geschichten. The Song of Japanese Autumn beispielsweise beschreibt den Kampf der Bauern im Frühherbst gegen die Zeit, bevor ein Herbststurm mit heftigen Regenschauern hereinbricht, nach dem sich das Wetter zum Ende des Stückes wieder beruhigt.
Yasuo Kuwahara flicht in seine Kompositionen häufig moderne Spieltechniken ein. Auf die Spitze getrieben ist dies in seinem Orchesterwerk Novemberfest, in das er allein in der ersten Mandolinenstimme 7 unterschiedliche perkussive Effekte integriert hat. Statt die Saiten zu zupfen oder zu tremolieren wird mit den Fingern, den Handknöcheln oder dem Plektron auf verschiedene Stellen des Instruments geklopft.
In seinen Kompositionen verwendet Yasuo Kuwahara Elemente der Neuen Musik, wie zum Beispiel der Minimalmusik. Ein gutes Beispiel hierfür ist das Stück Jenseits des Regenbogens (Beyond the Rainbow), in dem lange Passagen immer wieder wiederholter und nur gelegentlich leicht variierter Sequenzen vorkommen, wobei sich gleichartige Sequenzen der verschiedenen Stimmen überlagern bzw. rhythmisch verschieben.
Charakteristisch für Yasuo Kuwaharas Stücke sind lange ausdrucksstarke Tremolopassagen, wie sie in der japanischen Zupfmusik häufig vorkommen.